# Caroline Bohé
Caroline Bohé, née le 23 juillet 1999 à Hillerød est une coureuse cycliste danoise, spécialiste du VTT cross-country et du cyclo-cross.

## Biographie
Elle est la fille de l'ancien coureur cycliste Iben Bohé.

## Palmarès en VTT

### Jeux olympiques
- Tokyo 2020
  - 13e du cross-country

### Championnats du monde
- Lenzerheide 2018
  - 5e du cross-country espoirs
- Mont Sainte-Anne 2019
  - 7e du relais mixte
  - 8e du cross-country espoirs
- Val di Sole 2021
  -  Médaillée de bronze du cross-country espoirs
- Les Gets 2022
  - 9e du cross-country
- Glasgow 2023
  -  Médaillée de bronze du relais mixte

### Coupe du monde
- Coupe du monde de cross-country espoirs
  - 2021 : 2e du classement général, deux podiums

- Coupe du monde de cross-country élites
  - 2022 : 8e du classement général
  - 2023 : 15e du classement général
  - 2024 : 21e du classement général

- Coupe du monde de cross-country short track
  - 2022 : 9e du classement général
  - 2023 : 19e du classement général
  - 2024 : 27e du classement général

### Championnats d'Europe
- Huskvarna 2016
  -  Médaillée de bronze du cross-country juniors
- Darfo Boario Terme 2017
  -  Médaillée d'argent du relais mixte
  -  Médaillée de bronze du cross-country juniors
- Glasgow 2018
  -  Médaillée d'argent du relais mixte
  - 4e du cross-country espoirs
- Brno 2019
  -  Médaillée de bronze du relais mixte
  - 10e du cross-country espoirs
- Munich 2022
  - 5e du cross-country
- Krynica-Zdrój 2023
  - 7e du cross-country

### Championnats du Danemark
- 2015
  -  Championne du Danemark de cross-country juniors
- 2016
  -  Championne du Danemark de cross-country juniors
- 2017
  -  Championne du Danemark de cross-country juniors
- 2018
  - 3e du cross-country
- 2021
  -  Championne du Danemark de cross-country

## Palmarès en cyclo-cross
- 2015-2016
  -  Championne du Danemark de cyclo-cross
  - 3e du Kronborg Cyclocross
- 2016-2017
  - Kronborg Cyclocross
  - 2e du championnat du Danemark de cyclo-cross
- 2017-2018
  - 2e du championnat du Danemark de cyclo-cross
- 2018-2019
  -  Championne du Danemark de cyclo-cross
- 2019-2020
  -  Championne du Danemark de cyclo-cross
- 2020-2021
  -  Championne du Danemark de cyclo-cross
- 2021-2022
  -  Championne du Danemark de cyclo-cross
- 2022-2023
  -  Championne du Danemark de cyclo-cross
- 2024-2025
  -  Championne du Danemark de cyclo-cross